# Stenodactylus affinis
Stenodactylus affinis är en ödleart som beskrevs av  Murray 1884. Stenodactylus affinis ingår i släktet Stenodactylus och familjen geckoödlor. IUCN kategoriserar arten globalt som livskraftig. Inga underarter finns listade i Catalogue of Life.